# Pieni Koivujärvi
Pieni Koivujärvi och det intilliggande Iso Koivujärvi är sjöar i Finland. De ligger i kommunen Puolango i landskapet Kajanaland, i den centrala delen av landet, 500 km norr om huvudstaden Helsingfors. Pieni Koivujärvi ligger 196 meter över havet. De ligger vid sjön Kotajärvi. Arean är 28,8 hektar och strandlinjen är 2,8 kilometer lång. Sjön  ingår i Uleälvens huvudavrinningsområde. 